# الحجر (الفيوم)
قرية الحجر هي إحدى القرى التابعة لمركز أطسا في محافظة الفيوم في جمهورية مصر العربية. حسب إحصاءات سنة 2006، بلغ إجمالي السكان في الحجر 13187 نسمة، منهم 6739 رجل و6448 امرأة.